# Bataille de Paris (1814)
Pour les articles homonymes, voir Siège de Paris.
 (septembre 2016).
Si vous disposez d'ouvrages ou d'articles de référence ou si vous connaissez des sites web de qualité traitant du thème abordé ici, merci de compléter l'article en donnant les références utiles à sa vérifiabilité et en les liant à la section « Notes et références ».
Sixième Coalition
Batailles
Campagne de Russie (1812)
- Liste des batailles
- Mir
- Moguilev
- Ostrovno
- Vitebsk
- Kliastitsy
- Smolensk
- 1re Polotsk
- Valoutina Gora
- Moskova
- Moscou
- Winkowo
- 2e Polotsk
- Maloïaroslavets
- Gorodnia
- Czaśniki
- Viazma
- Smoliani
- Krasnoï
- Bérézina

Campagne d'Allemagne (1813)
- Dantzig
- Lunebourg
- Möckern
- Lützen
- Bautzen
- Reichenbach
- Haynau
- Luckau
- Hoyerswerda
- Lauenbourg
- Goldberg
- Gross Beeren
- Katzbach
- Dresde
- Kulm
- Dennewitz
- Peterswalde
- Liebertwolkwitz
- Leipzig
- Hanau
- Sehested
- Torgau
- Hambourg

Campagne de France (1814)
- Sainte-Croix-en-Plaine
- Besançon
- Mayence
- Metz
- Saint-Avold
- 1re Saint-Dizier
- Brienne
- La Rothière
- Campagne des Six-Jours (Champaubert
- Montmirail
- Château-Thierry
- Vauchamps)
- Mormant
- Montereau
- Bar-sur-Aube
- Saint-Julien
- Laubressel
- Berry-au-Bac
- Craonne
- Coutures
- Laon
- Soissons
- Mâcon
- Reims
- Saint-Georges-de-Reneins
- Limonest
- Arcis-sur-Aube
- Fère-Champenoise
- 2e Saint-Dizier
- Meaux
- Claye
- Villeparisis
- Paris

- Feistritz
- Caldiero (en)
- Trieste
- Mincio

- Hoogstraten (de)
- Anvers
- Berg-op-Zoom
- Courtrai

La bataille de Paris s'est déroulée le 30 mars 1814. Ultime bataille de la campagne de France, elle oppose l'armée impériale française (40 000 hommes) aux forces européennes alliées (100 000 hommes). La défaite française marque la fin du règne de Napoléon Ier, qui abdique à l'issue de la capitulation.

## Contexte
Après la bataille de Leipzig, Napoléon Ier rentre en France avec une armée battue. L'Europe tout entière est à ses trousses : 700 000 Russes, Prussiens, Autrichiens, Suédois, Bavarois, Wurtembergeois, Hollandais, Allemands et même Suisses franchissent le Rhin et marchent sur Paris pendant qu'Anglais, Espagnols et Portugais franchissent les Pyrénées. Trois armées coalisées forment la menace principale sur le Rhin :
- la Grande Armée de Bohême, dirigée par Schwarzenberg : elle franchit le Rhin par la Suisse et marche sur Paris par Langres, Troyes et la rive gauche de la Seine ;
- l'armée de Silésie, sous le commandement de Blücher : elle franchit le Rhin à Mayence et marche sur Paris par la Lorraine, Reims et la rive droite de la Marne ;
- l'armée du Nord, menée par Bernadotte, prince héritier de Suède : elle franchit le Rhin en Hollande, traverse la Belgique où elle encercle Anvers ; deux corps marchent sur Paris par Laon et la rive gauche de l'Oise.

Au terme de la campagne de France, Napoléon Ier ne parvient pas à repousser les Coalisés de la route de Paris. Après la bataille indécise d'Arcis sur Aube, Napoléon décide d'abandonner la défense de la capitale pour marcher plein est, afin de rallier les nombreuses troupes en garnison dans les places alsaciennes mais aussi pour couper la route de la Suisse à la grande armée coalisée et celle de Mayence à l'armée de Silésie. Contrairement à ce qu'il estime, les Coalisés ne le poursuivent pas dans sa marche vers l'est. Ils marchent droit sur Paris et franchissent la Marne à Meaux.
Face aux armées coalisées réunies, Napoléon a laissé les faibles 6e et 8e corps des maréchaux Marmont et Mortier pour couvrir la capitale. Il y a aussi les troupes en formation dans les dépôts de Meaux, Paris, Fontainebleau et Versailles. La garde nationale parisienne est là en dernier recours. Mais la défaite de Fère-Champenoise va précipiter la retraite des maréchaux sur Paris qui n'a pas été mis en état de défense. Le frère aîné de Napoléon, Joseph Bonaparte, lieutenant général et régent de l’Empire, a mission de défendre la capitale.
Napoléon, qui avait tenté de couper les lignes de communication des Coalisés, remporte la deuxième bataille de Saint-Dizier contre une force de diversion quand il apprend que les trois armées coalisées convergent sur Paris : il accourt à marche forcée par la rive gauche de la Seine mais il a trois journées de marche de retard sur les troupes coalisées.

## Plan des forces en présence

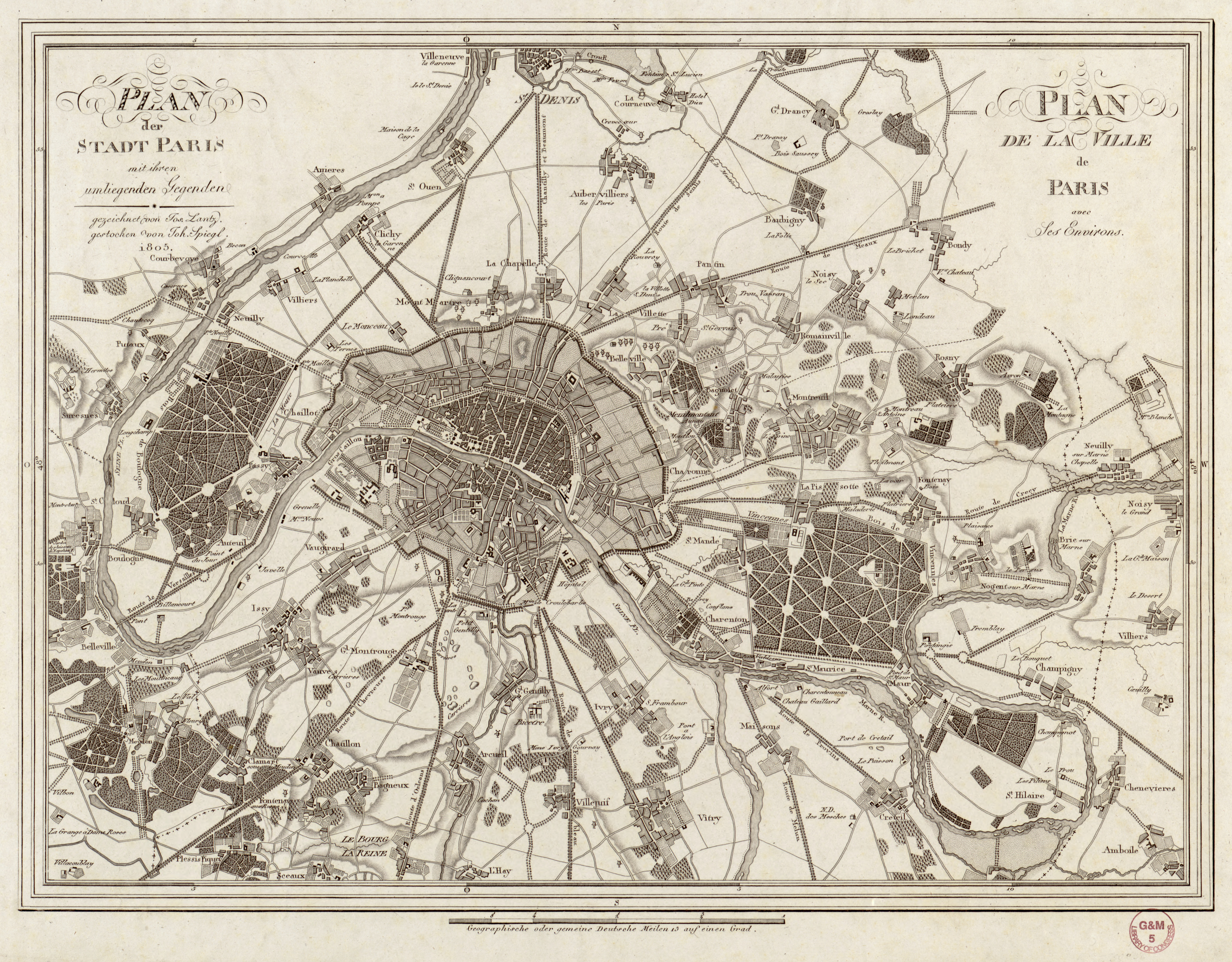
Plan de la ville de Paris (1805), comprenant le mur des Fermiers généraux.

### Plan des coalisés
Les coalisés n’ont qu’un seul objectif : entrer dans Paris au plus tôt, pour prendre la capitale de l'Empire. Ils ont pour cela deux choix possibles : forcer les portes de la ville et la prendre d’assaut, ou alors battre l’armée française en dehors des remparts puis bloquer les portes afin d’obtenir la reddition de la capitale. Les souverains coalisés, pour des raisons politiques, choisissent la deuxième option, tout en n’écartant pas la première si nécessaire. Schwarzenberg met alors en place un plan d’attaque relativement simple puisqu’il repose essentiellement sur l’énorme disproportion des forces. Il veut envelopper Paris par la rive droite sous ses immenses armées.
À droite, Blücher, dont les troupes sont au Bourget, est chargé de mener l’attaque par le nord. Langeron, chargé de l'ouest, doit marcher sur Saint-Denis, Clichy puis sur Montmartre et le Bois de Boulogne. Yorck et Kleist, chargés du nord, doivent prendre Aubervilliers, puis La Villette et La Chapelle. Vorontsov reste en réserve pour appuyer l’une des deux colonnes en cas de besoin.
Au centre, Raïevski, appuyé par les réserves des gardes russe et prussienne et chargé du nord-est, doit s’emparer des hauteurs de Romainville puis marcher sur Belleville.
À gauche enfin, Wurtemberg et Giulay, chargés de l'est, doivent marcher sur Nogent puis se séparer pour l’un marcher sur Saint-Maur et Charenton, l’autre sur Vincennes et Charonne. La rive droite doit ainsi être totalement occupée.
Schwarzenberg espère ainsi qu’avant la tombée de la nuit, il aura contraint l’armée française à se replier dans la capitale, à l’abri des murs. Il est persuadé que la ville se rendra à la première sommation. Il compte lancer ses deux ailes en avant aux alentours de 9 heures, de façon à pouvoir commencer le combat vers les 11 heures sur l’ensemble du front. La pression concentrique des Coalisés devrait amener les Français à se replier après quelques heures de combat.

### Plan français
Les Français n’ont plus qu’un seul objectif : combattre pour l’honneur. Ils pensent que plus rien n’empêchera les Coalisés d’entrer dans Paris ; tout le monde ignore que Napoléon est en grande marche pour rallier la capitale. Si l'armée parisienne l'avait su, il n'est pas certain qu’elle aurait pu s’opposer aux coalisés pendant les 48 heures nécessaires, et elle serait restée en infériorité numérique même avec l'apport des troupes ralliées par Napoléon.

## Dispositions et forces en présence

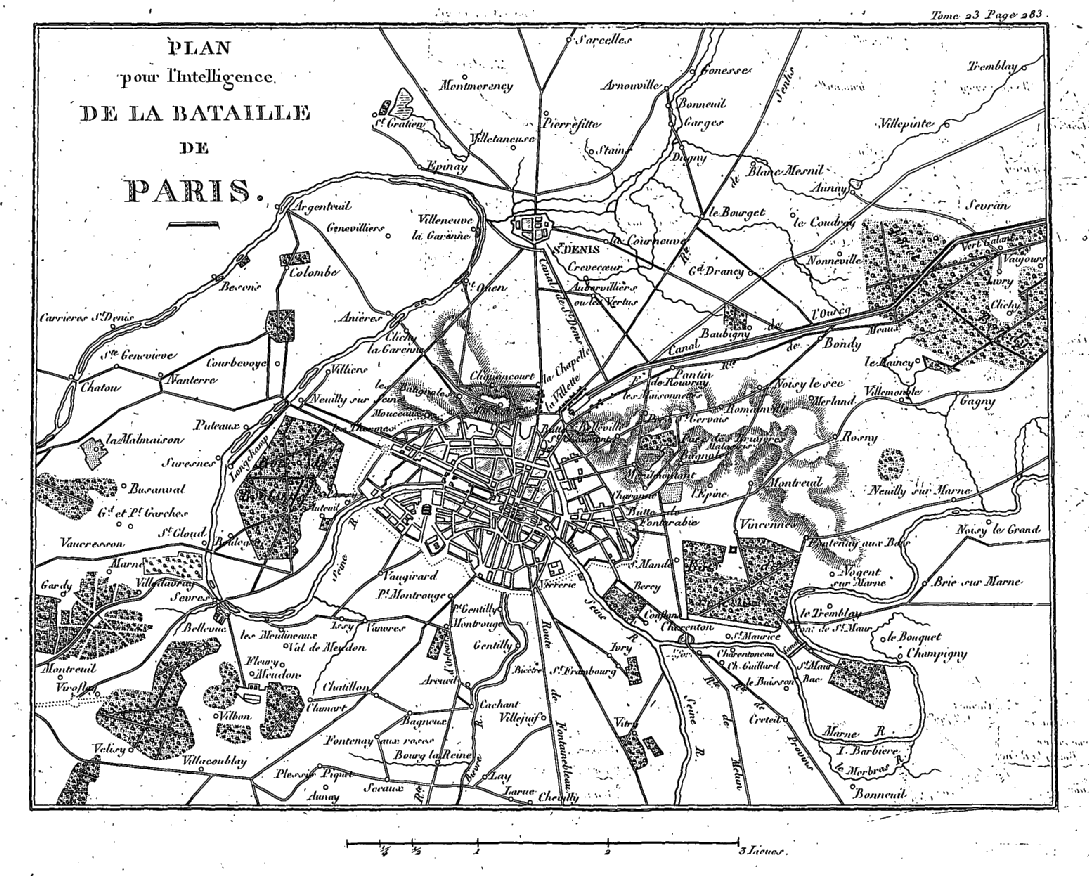
Plan des environs de Paris en 1814.
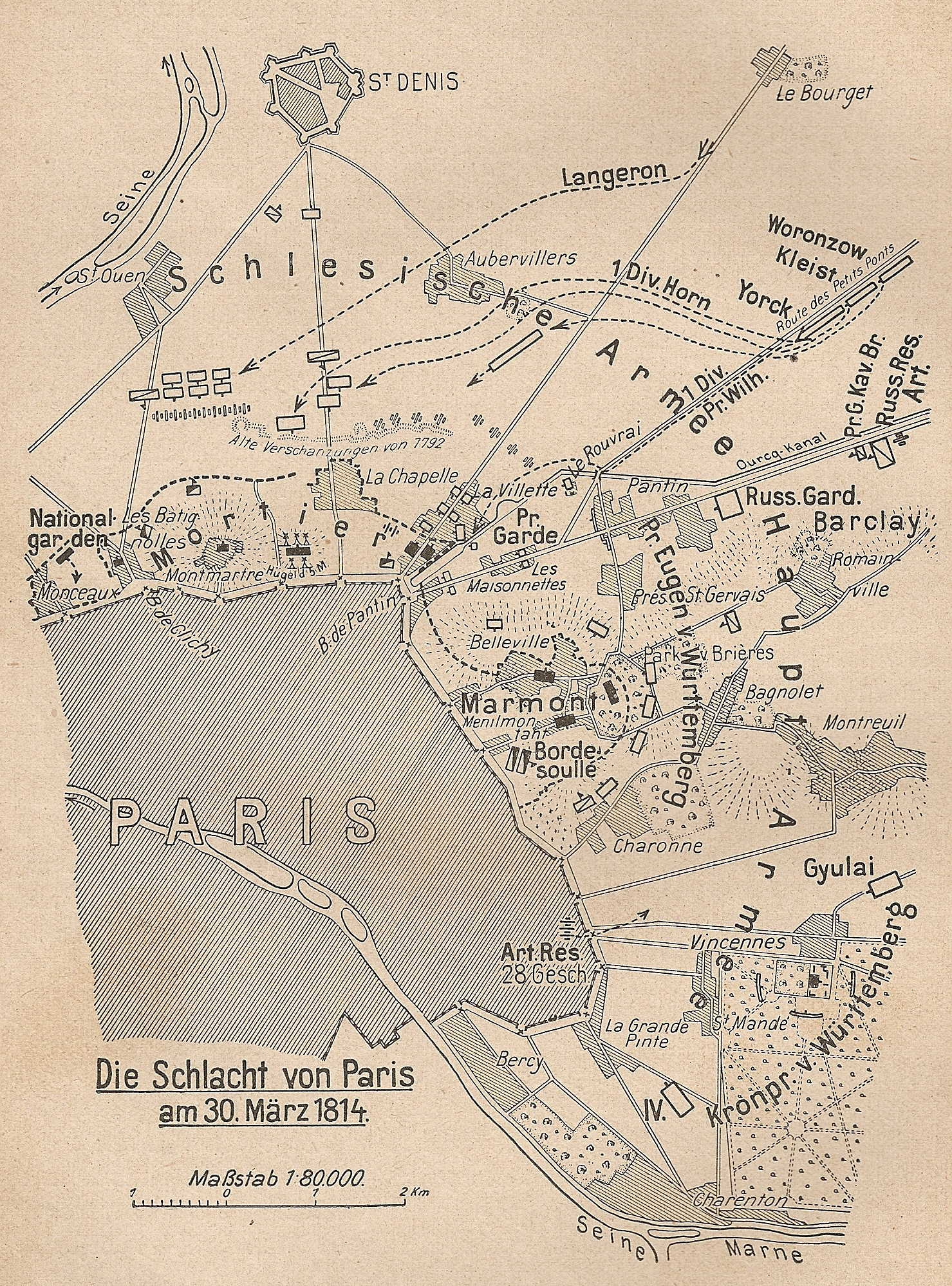
Bataille de Paris : position des troupes vers 16 heures.
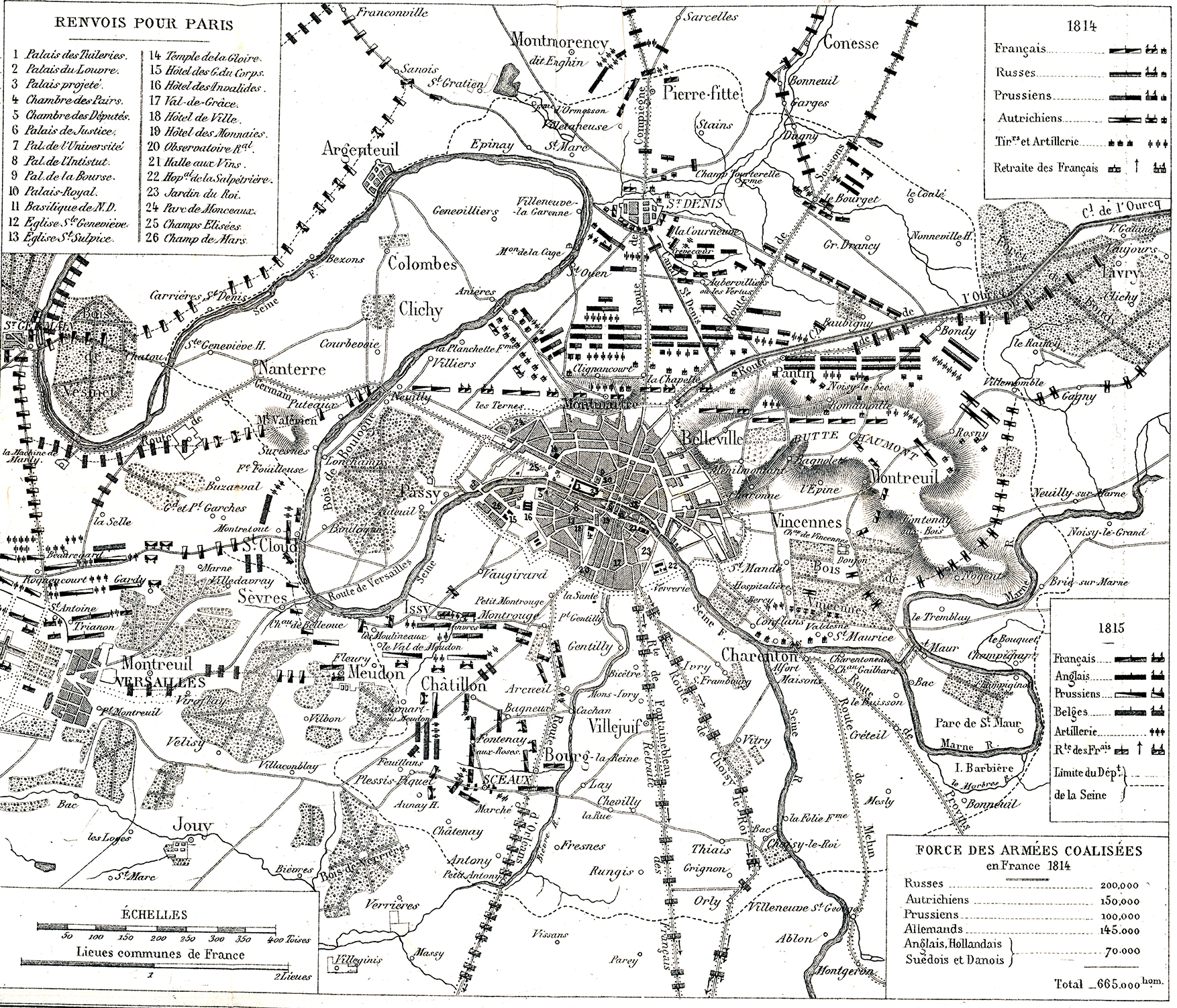
Plan général du siège de Paris (1814-1815).

La bataille se déroule sur la rive droite de la Seine, du bois de Vincennes au bois de Boulogne. L'armée française prend une position défensive, le gros des troupes entre Montreuil et La Villette. L'armée coalisée, ayant franchi la Marne à Meaux, débouche par Rosny, Bondy et Le Bourget.
| Unités                                                   | Nombre     |
| -------------------------------------------------------- | ---------- |
| Fantassins                                               | 18 000     |
| Garnison de Paris                                        | 8 000      |
| Garnisons alentour (garde nationale et troupes de ligne) | 2 000      |
| Cavaliers                                                | 5 500      |
| Artillerie de position                                   | 129 pièces |
| Artillerie de campagne                                   | 30 pièces  |

| Unités         | Nombre  |
| -------------- | ------- |
| Fantassins     | 103 700 |
| Première ligne | 63 200  |
| Réserve        | 40 500  |
| Cavaliers      | 27 000  |
| Première ligne | 20 000  |
| Réserve        | 7 000   |

À noter que l'extrême droite du général Langeron participera très peu à la bataille en raison du retard dans l'arrivée des ordres de marche.

## La bataille

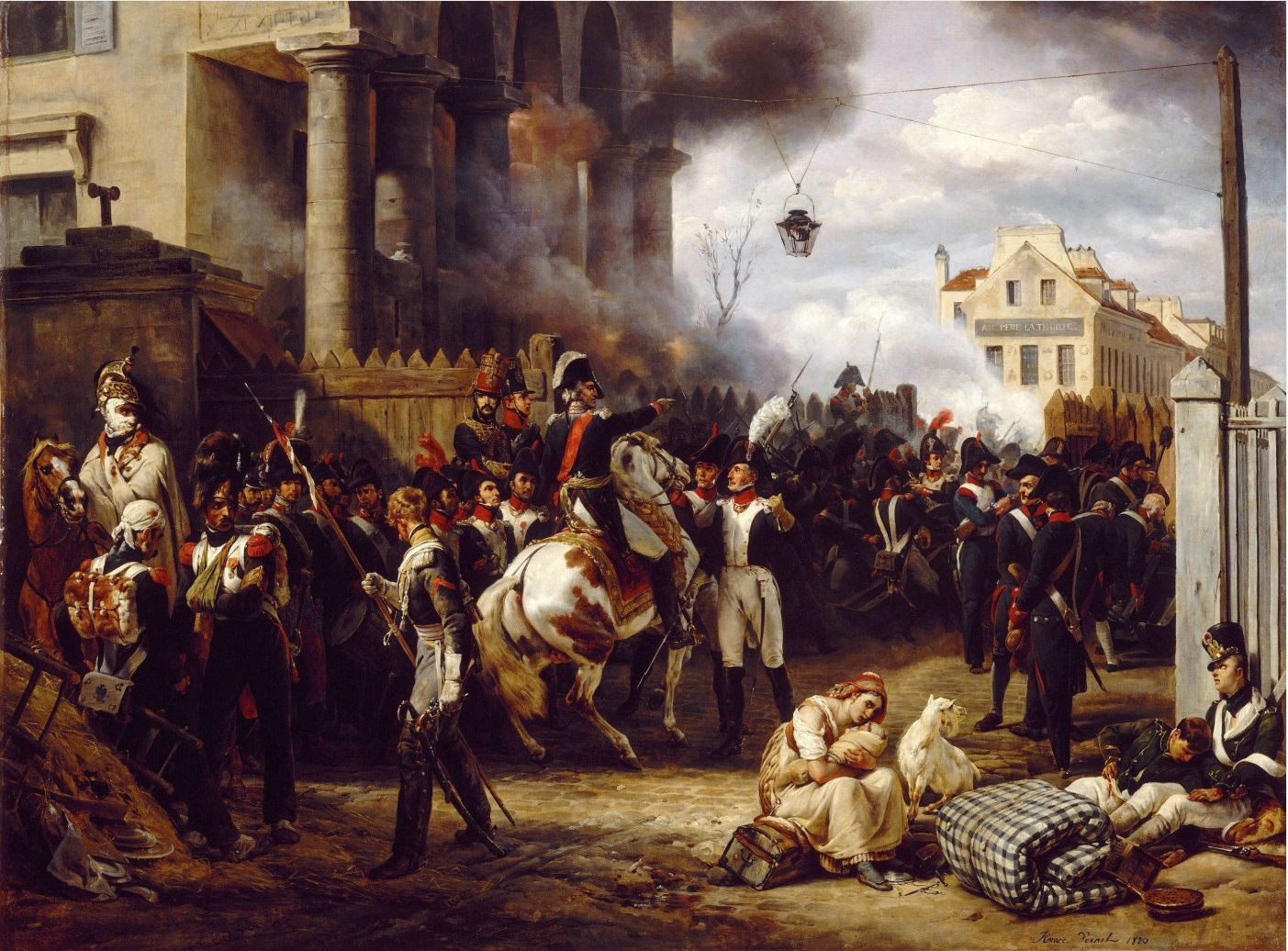
La Barrière de Clichy. Défense de Paris, le 30 mars 1814, toile d'Horace Vernet décrivant la défense de Paris.

La bataille de Paris peut être divisée en trois secteurs.
Le secteur principal va de Montreuil à Pantin. Le général Barclay y affronte les troupes du maréchal Marmont, duc de Raguse.
Le deuxième secteur va de La Villette à Clichy. Les troupes de Blücher y rencontrent celles du maréchal Mortier. Dans ce secteur, l'action est répartie entre :
- la division du général Curial à Pantin, en soutien des troupes de Rébeval ;
- les troupes du général Charpentier en réserve aux buttes Chaumont ;
- les troupes colonel-major Secrétan positionnées à Aubervilliers ;
- les troupes du général Christiani chargées de la défense de La Villette et de La Chapelle ;
- la cavalerie du général Belliard en poste dans la plaine entre La Chapelle et Saint-Ouen.

Le troisième secteur va de Charenton à Vincennes. Le Prince de Wurtemberg, avec Giulay en réserve, engage les garnisons de gardes nationales du long de la Marne.

### Secteur principal: Marmont

#### 5 heures
Marmont et Mortier se mettent en marche pour gagner leurs positions. Marmont charge les troupes de Compans, qui sont au pied de la butte Chaumont, de marcher sur Pantin et Romainville pour permettre au 6e corps de se déployer dans ses positions. Il veut que la division Boyer s’empare de Pantin, que Ledru vienne au Pré-Saint-Gervais et que Compans s’empare de Romainville.
Pantin et Romainville sont aux mains de la division russe Helfreich depuis la veille. Pantin est occupé par la brigade Roth, Romainville par la brigade Laelin. Elles comptent chacune 1 600 hommes, soit 3 200 Russes, pour s’opposer à une attaque de 5 600 Français. Alors que les Coalisés sont trois ou quatre fois plus nombreux que les Français, ils trouvent le moyen de se trouver en infériorité numérique sur le point central de leur dispositif. Le général Barclay de Tolly, inconscient du danger, ne croyant pas que les Français prendraient l’offensive, applique tranquillement le plan d’attaque. Il n’a que le 6e corps Raïevski de disponible à Noisy-le-Sec et compte bien le déployer selon le plan vers 11 heures. En urgence, Barclay envoie les deux divisions du prince Eugène de Wurtemberg et la 2e division de cuirassier sur Pantin. Une seconde colonne composée de la division Mezentsov et de la cavalerie de Pahlen est envoyée occuper l’espace entre Bagnolet et Montreuil.

#### 6 heures
Les premiers tirailleurs de Boyer font le coup de fusil sur Pantin. Roth est contraint de replier ses voltigeurs derrière les murs du village. Boyer s’empare des premières maisons lorsque le corps d'Eugène de Wurtemberg arrive à la rescousse. Voyant qu’il n’a plus aucune chance de s’emparer du village, Boyer rebrousse chemin et vient se replacer un peu en avant des Maisonnettes, à la droite de la division Michel qui vient juste d’arriver. Il est six heures passées quand l’avant-garde d'Eugène de Wurtemberg arrive en vue des Maisonnettes, sur la grande route d’Allemagne. Mortier, qui s'y trouve avec l’état-major de la division Michel, fait ouvrir le feu par ses canonniers. La bataille de Paris vient de commencer.
De son côté, Ledru est déjà en position au Pré-Saint-Gervais. Compans arrive en vue de Romainville. Le Russe Laelin appelle aussitôt à l’aide à sa gauche et à sa droite. Mezentsov, arguant ses ordres formels de marcher sur Montreuil, refuse de se porter un peu plus sur sa droite pour soutenir la position de Romainville. Eugène de Wurtemberg de son côté se montre plus coopératif et envoie aussitôt sa 3e division. Elle arrivera à Romainville juste au moment où le général Compans commençait à prendre ses dispositions pour l’attaque du village. Devant le nombre, le Français est contraint d’y renoncer.
La division Lagrange arrive en colonne de marche sur Romainville par la route de Bagnolet. Les tirailleurs de Mezentsov se déploient rapidement à la droite du village. La division Chakhovskoï arrive elle aussi, débouchant en direction du Bois de Romainville où quelques tirailleurs ont déjà pris position. Lagrange est contraint de stopper sa marche pour déployer sa division en ordre de bataille. Cinq minutes plus tard, 8 000 hommes lui font face. Lagrange renonce à engager le combat mais ne recule pas pour autant, ce qui permet de gagner le temps nécessaire au restant du 6e corps pour se déployer. La division Arrighi vient à Malassis sur la droite, en avant de Bagnolet. Les deux divisions de cavalerie se déploient encore plus à droite, couvrant Montreuil. La division Ricard reste en réserve au Parc de Bruyères. L’artillerie de campagne du 6e corps (environ une vingtaine de pièces) est en partie déployée sur la butte des Deux-Tourelles.

#### 7 heures
Pour l’instant, l’ennemi n’est en vue que du côté de Pantin et de Romainville. Marmont choisit ce moment pour se lancer à l’assaut de ces deux villages avant que d’autres troupes ne viennent renforcer les forces coalisées. Lagrange et Compans sont chargés de l’attaque de Romainville, le premier par la route de Belleville, le second par le bois de Romainville. Boyer de son côté doit s’emparer de Pantin. La division Lagrange entre donc au contact avec la division Mezentsov, dont une partie seulement est déployée en ordre de bataille. Surpris, les Russes sont contraints de se replier jusqu’au parc de Romainville, en avant du village. Dans le même temps, Compans par une attaque soudaine parvient à repousser la division Chakhovskoï hors des bois. Les Russes se replient au niveau du village de Romainville. De son côté, Boyer a poussé ses tirailleurs sur sa droite pour contourner le village de Pantin pendant qu’il attaque de front avec le restant de sa division. Si l’attaque principale échoue, les tirailleurs parviennent à s’emparer des premières maisons et à s’y maintenir. Refoulé de toutes parts, sans que pour autant sa position soit critique, le général Barclay de Tolly se décide à la contre-attaque. Les cuirassiers de Kretov sont envoyés balayer la plaine de Pantin. Mais la nature du terrain, faite de vignes, de haies et de ruisseaux, empêche une attaque efficace. Les tirailleurs de Boyer suffisent à repousser cette contre-attaque. Pendant deux heures, les combats vont se poursuivre avec acharnement. Vont se succéder attaques françaises, contre-attaques russes, longues périodes de pilonnage de l’artillerie puis de nouveau attaques de part et d’autre.

#### 9 heures
Les combats redoublent d’intensité, et Barclay vient de recevoir de nouveaux renforts : les réserves russes et prussiennes viennent d’arriver à Bondy. Aussitôt la division de grenadier Paskevitch est dirigée sur Romainville en appui de Mezentsov. Tchoglokov à la tête de la 2e division de grenadiers russe est envoyé en soutien de Chakhovskoï vers le bois de Romainville. La garde prussienne est envoyée sur Pantin. Une demi-heure plus tard, Barclay reprend la main et passe à l’offensive générale. Mezentsov marche sur Montreuil afin de déborder la droite française. Chakhovskoï est chargé de s’emparer une fois pour toutes du bois de Romainville et d’en chasser les Français. Il est appuyé par six bataillons de grenadiers de la division Tchoglokov (soit 2 400 hommes). Deux de ces bataillons doivent prendre la route de Romainville, les quatre autres longent le bois. Pychnitski de son côté doit prendre position entre Saint-Gervais et le bois de Romainville.
Marmont réagit : il envoie la brigade Fournier (600 hommes de la division Ricard) contrer la colonne de grenadiers et demande également à la division Ledru (qui se trouve à Prè-Saint-Gervais) de venir soutenir Compans dans le bois de Romainville. Ainsi Fournier part à l’attaque : il culbute les deux bataillons de grenadiers qui venaient par la route, puis engage ensuite les 4 bataillons sur sa gauche. Il parvient à les stopper sans les refouler pour autant. De son côté Ledru s’est mis en marche. Il tombe nez à nez avec la division Pychnitski que personne n’a vu venir. Heureusement, les Russes sont encore plus surpris que les Français. Ces derniers chargent à la baïonnette et parviennent à refouler les Russes qui se débandent. Ledru se remet aussitôt en marche pour soutenir Compans qui a perdu beaucoup de monde depuis le début de la bataille.

#### 10 heures
L’offensive russe a échoué, mais la ligne française est fortement affaiblie. Eugène de Wurtemberg parvient à rallier la division Pychnitski et la relance à l’attaque de Pré-Saint-Gervais. Cette position a été évacuée par Ledru qui n’y a laissé que deux faibles bataillons ; les Français sont vite chassés du village. Les Russes viennent d’ouvrir une brèche dans le dispositif français en séparant les corps de Marmont et de Mortier. Marmont ne dispose que de la brigade Fabvier (300 hommes de la division Ricard) en réserve et les lance à l’attaque des 3 000 Russes. Au même moment, la batterie de 12 pièces de 12 qui se trouve sur la gauche de St-Gervais, celle des 4 pièces de 6 de la butte Beauregard et une demi douzaine de pièces de 12 de la division Ricard crachent leur mitraille sur la colonne russe. Décimés, les Russes tiennent pourtant leurs positions. À ce moment la brigade Fabvier les engage ; les Russes résistent. Sous de nouvelles salves d’artillerie, les Russes plient, et Fabvier entre dans le village ; la liaison entre les deux ailes est rétablie.
Pendant ce temps, Paskevitch et la cavalerie de Pahlen avancent toujours sur Montreuil, peu défendu ; seul Arrighi pourrait s’y opposer. Malgré plusieurs tentatives, il ne parvient pas à repousser les Russes. Il ne dispose pas de suffisamment de cavalerie face à celle de Pahlen. Du côté de Pantin, on se bat aussi avec acharnement. Boyer est reparti à l’assaut du village, soutenu cette fois par la brigade Secretant de la division Michel. L’attaque manque de peu de réussir ; la garde prussienne débouche en courant au secours de la division Helfreich. Deux bataillons prussiens viennent renforcer la défense du village pendant que quatre autres, marchant par la gauche du canal de l’Ourcq débouchent sur les Maisonnettes, sur les arrières français. Boyer et Secrétant font demi-tour pour parer à cette nouvelle menace. Mais la garde prussienne, dont toute la marche s’est faite sous le feu soutenu de la batterie des Maisonnettes, a subi de lourdes pertes et n’est plus en état d’attaquer. Elle se replie, ayant parfaitement accompli sa mission de diversion. Helfreich tente à son tour de repartir à l’attaque mais les canonniers des Maisonnettes détournent rapidement leur feu sur ces nouveaux assaillants. Russes et Prussiens finissent par se replier à l’abri du village de Pantin.

#### 11 heures
Barclay de Tolly a fait entrer toutes ses troupes (à part les divisions Rosen, Udom et Douka) sans obtenir d’autres avantages que de fixer Marmont. Même s'ils sont épuisés et fortement affaiblis, les Français n’ont pas lâché un pouce de terrain. Barclay décide de suspendre ses attaques : en effet, ni Blücher à sa droite ni Wurtemberg à sa gauche ne sont encore entrés en ligne. Si Marmont recevait d’éventuels renforts et qu’il parvenait à bousculer les Russes affaiblis, la grande armée coalisée ne pourrait pas résister. Mais Marmont est bien loin de penser à une contre-attaque. Il n’en a tout simplement pas les moyens. Ses troupes sont harassées et il n'a pas de réserve de troupes. De plus, Langeron est en train de se déployer dans la plaine de Saint-Denis ; Mortier va bientôt être engagé. Ce n’est pas le moment de risquer une attaque, d’autant plus que Marmont vient de recevoir un ordre écrit de Joseph Bonaparte : il doit capituler plutôt que de laisser forcer les portes de Paris. Ce sera la dernière intervention de Joseph qui quitte Paris dans la foulée.

#### 12 heures 30
On ne se bat plus qu’au sud, du côté de Vincennes. Ailleurs, c’est le calme avant la tempête. Les coalisés n’attendent plus que Langeron arrive devant Montmartre et Wurtemberg devant Bercy pour reprendre l’offensive. Pendant ce temps, on réorganise les troupes. Barclay positionne Gortchakov, avec les divisions Mezentsov et Heilfreich à Montreuil. Ils doivent attaquer Charonne dès la reprise de l’offensive. Les deux divisions de grenadiers basées à Bagnolet doivent marcher sur Belleville et Ménilmontant. Eugène de Wurtemberg avec Chakhovskoï, Pychnitski et la division Kretov doivent aussi marcher sur Belleville mais par le bois de Romainville. Enfin, la division Udom et la garde prussienne doivent déboucher de Pantin ; Pahlen doit couvrir l’attaque de Charonne. La réserve de cavalerie et la division Rosen restent en réserve, un peu en arrière de Pantin.
De son côté Marmont réorganise lui aussi ses troupes. Les combats précédents l’ont conduit à disposer ses divisions en tirailleurs ; les différentes contre-attaques russes ont fini par disperser ses divisions un peu dans tous les sens. Il fait donc rassembler toutes ses troupes, toujours dans les mêmes positions que celles prévues par l’ordre de bataille.

#### 13 heures 15
Voyant les deux ailes coalisées entrer progressivement en action, Barclay se décide à reprendre l’offensive contre Marmont. Pychnitski, appuyé par Tchoglokov, repousse la brigade Chabert qui défendait le bois de Romainville. Les deux divisions s’avancent vers Belleville. Voyant que l’ennemi avance sur tous les points couverts par ses troupes, Marmont tente une contre-attaque. Ne disposant plus que de la division Ricard comme seule et unique réserve, Marmont désigne la brigade Chabert pour lancer la contre-attaque sur le centre coalisé, c'est-à-dire sur Pychnitski. Chabert se met en marche, mais il est pris en flanc par l’artillerie de la division Tchoglokov qui lui cause de grands dommages. Une colonne de grenadiers s’avance à la rencontre des Français. Ceux-ci se mettent en ligne pour faire face à ces nouveaux arrivants, mais ils se font charger par les cuirassiers de Kretov. La brigade Chabert se débande sous le choc. Marmont, qui se trouvait au milieu de la colonne française a son cheval tué sous lui ; il doit fuir à pied. Chabert n’aura pas cette chance et devra rendre les armes. Les fuyards français entraînent dans leur fuite le restant de la division Ricard. Heureusement Compans lance une attaque sur les arrières des grenadiers russes, immobilisant la colonne. Le colonel Gheneser, qui se trouve au parc des Bruyères avec deux cents hommes, se lance lui aussi contre la colonne, parvenant à la refouler. Les cuirassiers russes sont contraints à faire demi-tour.
Pendant ce temps, à Pantin, Secrétant et Boyer sont attaqués par la garde prussienne, la division Udom et la division Klux du corps de Kleist. Les Français abandonnent le village qu’ils occupaient à moitié et se replient sur les Maisonnettes, protégés par l’artillerie. Le général Michel, qui était venu partager le sort des soldats de sa division, est grièvement blessé. Il doit se retirer, laissant le commandement provisoire à Secrétant. De son côté Arrighi, avec l’aide de la cavalerie, parvient à repousser les attaques des deux divisions de Gortchakov qui tentent de s’emparer de Charonne par la route de Montreuil. Arrighi est également soutenu par la 7e, la 8e et la 9e légion de la garde nationale, soit 600 hommes ; la batterie de la butte Fontarabie pilonne sans relâche les colonnes russes qui s’avancent à découvert.

#### 14 heures 30
Chassé de ses positions initiales, Marmont décide de prendre une seconde ligne de défense. Sa cavalerie et Arrighi, qui combattent toujours en avant de Charonne, reçoivent l’ordre de se replier pour ne pas être coupés du restant de l’armée. La cavalerie prend position dans le vallon de Charonne, entre cette ville et Ménilmontant. Arrighi se place au parc Saint-Fargeau, près de Ménilmontant ; il est couvert sur sa droite par la batterie du Mont-Louis. Les 8e et 9e légions sont renvoyées du côté de Bercy ; seule la 7e reste pour défendre la butte Fontarabie et sa batterie qui couvre la route de Charonne à Paris. Ricard, qui a réussi à rallier sa division, est au pied du télégraphe (devant Ménilmontant). À sa gauche, Lagrange et Ledru couvrent l’espace entre Ménilmontant et Belleville. Compans est devant Belleville, étendant sa gauche jusqu’au Pré-Saint-Gervais. Ce village est occupé par la division Boyer qui s’étend sur sa gauche jusqu’aux Maisonnettes où se trouve la brigade Secrétant. Par ces nouvelles positions, Marmont abandonne définitivement tout son flanc droit. Désormais plus rien n’empêche les corps de Wurtemberg et de Giulay d’arriver aux portes de Bercy ; s'ils parviennent à entrer, la ville sera officiellement forcée, susceptible d’être livrée au pillage.
Barclay, qui occupe le parc de Bruyères, Bagnolet et Charonne, profite du mouvement de repli de Marmont pour rallier ses troupes en vue d’une nouvelle attaque. Gortchakov avec ses deux divisions doit attaquer les buttes de Fontarabie et de Mont-Louis. Les grenadiers de Paskevitch et de Tchoglokov doivent quitter Bagnolet pour attaquer respectivement Ménilmontant et Belleville. Le corps du prince Eugène doit avancer sur Le Pré-Saint-Gervais depuis le parc de Bruyères. Le corps de Iermolov, enfin réuni à Pantin, doit attaquer les Maisonnettes. Cette dernière attaque doit se faire conjointement avec celle de Kleist sur le même point. Une fois maîtresses de ce point, les deux colonnes se sépareront à nouveau. Kleist ira sur la Villette et Iermolov sur les arrières du Pré-Saint-Gervais. Ainsi malgré les lourdes pertes essuyées depuis le début de la bataille (Barclay a déjà perdu 8 000 hommes sur 35 000), il reste plus de 27 000 Russes et Prussiens pour refouler les 8 000 Français de Marmont (dont 2 000 cavaliers de peu d’utilité dans ces combats urbains).

#### 15 heures 30
Heilfreich attaque la butte de Fontarabie ; la 7e légion se met en tirailleurs et harcèle la colonne ennemie. Les Russes continuent leur progression malgré les boulets qui la transpercent de part en part ; les tirailleurs se replient. Puis la batterie française crache sa mitraille ; les Russes sont stoppés net et les tirailleurs de la garde nationale reprennent leurs tirs. C'est au tour des Russes de se replier. Au même moment la division Mezentsov attaque la butte Mont-Louis. La colonne russe gravit la butte sous les tirs croisés de l’artillerie et des fusiliers de la division Arrighi. La cavalerie Chastel vient même tenter une charge contre la colonne, mais elle est repoussée. Mezentsov se remet en marche malgré les 6 pièces qui le bombardent à bout portant ; les Russes s'emparent de la butte. Arrighi veut mener une attaque de flanc avec sa division, mais il est lui-même pris en flanc par les grenadiers de Paskevitch qui l’attaquent à Ménilmontant après avoir facilement repoussée la faible division Ricard. Arrighi est contraint de se replier sur Belleville ; il se place, avec les débris de la division Ricard, entre cette ville et les murs de Paris. Mezentsov s’empare de l’artillerie sur la butte Mont-Louis ; Heilfreich peut reprendre sa marche en avant. Il disperse la 7e légion et s’empare à son tour de l’artillerie de la butte Fontarabie. La 7e légion se replie en catastrophe derrière les murs de Paris.
Pendant ce temps, Tchoglokov attaque Belleville de front. Les divisions Lagrange et Ledru sont contraintes de se déporter sur leur gauche pour couvrir Belleville ; ils parviennent à repousser l’attaque. Au moment où Arrighi se replie de Ménilmontant pour prendre position sur leur droite, les deux généraux français tentent une sortie pour dégager Belleville. Mais les Russes sont trop nombreux, la contre-attaque échoue. De son côté Boyer est submergé par le nombre au Pré-Saint-Gervais. 6 000 Russes l’attaquent de front et 6 000 autres l’attaquent par le côté de Pantin, sur ses arrières. Boyer ne peut sortir du village sans risquer d’être chargé par les cuirassiers de la garde impériale russe. Il se bat, profitant des retranchements du village et de l’appui de plusieurs batteries. Au moment où il va se trouver encerclé, Compans, qui se trouve sur sa droite, lance une charge de ses lanciers polonais sur les Russes qui se trouvent sur les arrières du village ; 150 lanciers dégagent la route à Boyer, qui quitte le village, faisant canonner l’artillerie qu'il abandonne pour couvrir sa retraite. Il vient se placer du côté de Belleville.

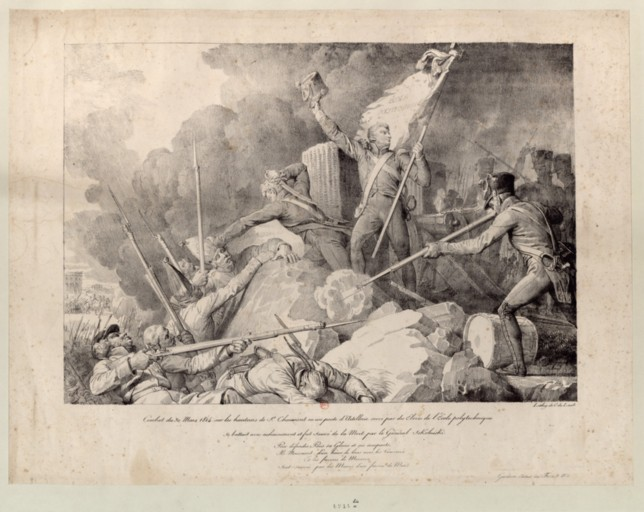
Combat du 30 mars 1814, sur les hauteurs de Saint Chaumont où un poste d'artillerie servi par des Élèves de l'École polytechnique se bat avec acharnement avec le général Sokolnicki.

Pendant que Marmont est repoussé de toutes parts, Secrétant, qui tient depuis le matin le centre français, est lui aussi attaqué par des forces supérieures en nombre. Venant de Pantin mais aussi de la ferme de Rouvroy, les Russes et Prussiens ne sont tenus à distance que par l’artillerie des Maisonnettes qui crache sa mitraille, sans interruption depuis 11 heures. Mais les munitions commencent à manquer ; le dernier caisson de munitions est d’un calibre inférieur, donc inutilisable - l’artillerie française se tait. Les Prussiens partent à l’assaut. Sécrétant, hors d’état de résister, est culbuté vers la porte de Pantin. Le colonel Christophe, de la division Ornano tente une charge pour dégager l’infanterie. La colonne de cavalerie française est à son tour chargée en flanc par la cavalerie de Katzler ; les cavaliers français fuient au milieu de l’infanterie qui se réfugie derrière la porte de Pantin. Iermolov fait occuper les Maisonnettes et s’empare de l’artillerie. Il est bombardé par l’artillerie des buttes Chaumont et Beauregard. Dans la foulée, il se lance à l’assaut de la butte Chaumont, couverte uniquement par la 5e et 6e légion de la garde nationale. Malgré leur défense acharnée, les 400 gardes nationaux sont contraints d’abandonner la butte et son artillerie.

#### 16 heures 30
Le corps de Marmont est complètement resserré en arc de cercle au tour de Belleville. Le Prince Eugène, débouchant du Pré-Saint-Gervais et refoulant les divisions Compans et Boyer, parvient jusqu’aux premières maisons de Belleville. Au même moment les tirailleurs de Iermolov arrivent sur les arrières de Belleville par la butte Chaumont ; Marmont risque de se trouver encerclé dans Belleville. Malgré l’ordre donné par Joseph Bonaparte, il rallie une poignée de soldats (pour la plupart il s’agit de blessés qui se sont réfugiés dans le village ou d’unités qui ont été coupées de leurs divisions) et, suivi des généraux Ricard, Pelleport et Boudin, se met à la tête de la colonne. À pied, sabre au clair, il se lance dans une contre-attaque contre les troupes d'Eugène de Wurtemberg. Avec sa colonne d’environ trois cents hommes, il parvient à refouler les deux divisions russes, permettant à Lagrange et Boyer de reprendre leurs positions en avant du village. Poursuivant sa charge, Marmont se retourne contre les tirailleurs de Iermolov et les chasse de la plaine. Marmont, dont l’uniforme est criblé de balles, chute lourdement et reçoit une contusion ; les généraux Ricard et Pelleport sont eux aussi blessés ; les deux tiers de sa colonne sont hors de combat, mais Belleville est dégagé.
Marmont, de retour à son QG reçoit les derniers rapports. Il se décide à capituler. Il envoie son aide de camp à Mortier pour l’informer de ses intentions. Ce dernier lui fait répondre qu’il n’a aucune autorisation de capituler, que c’est à Joseph Bonaparte de traiter de tels sujets ; Marmont lui fait suivre l’autorisation écrite que lui a donné Joseph. Le même ordre a été envoyé à Mortier mais il ne l’a jamais reçu ; à sa lecture, il donne son accord pour une négociation. Marmont envoie alors un de ses aides de camp au général Barclay demander une suspension d’armes. Mortier fait de même de son côté et envoie un officier à Langeron. Les maréchaux demandent une suspension immédiate des hostilités pour une durée de deux heures, le temps de négocier une convention, fondée sur l’évacuation de la capitale par les forces françaises. À 17 heures 30, l’aide de camp de Marmont revient avec l’accord de Schwarzenberg. On envoie aussitôt des aides de camp sur tout le front pour faire cesser les tirs. Ils ne cesseront qu’aux alentours de 18 heures.

### Deuxième secteur: Mortier

#### Matin
À 8 heures, Langeron débouche par la route du Bourget. Déjà son avant-garde attaque la brigade Robert (de la division Michel) à Aubervilliers. Robert tient les Russes à distance du village.
À 11 heures 30, de nouvelles troupes sont en vue. Il s’agit des corps de Kleist, Yorck et Vorontsov qui débouchent par la route des Petits Ponts, droit sur Pantin. Mortier fait prendre de nouvelles positions à ses troupes : la brigade Secrétant reste à Rouvroy pour aider Marmont à bloquer Pantin ; la division Curial est à la porte de Pantin, en réserve. La brigade Robert de la division Michel est en train de se replier d’Aubervilliers vers La Chapelle, occupée par Charpentier ; la division Christiani est dans les retranchements entre La Chapelle et la Villette. La cavalerie est en première ligne, devant les retranchements.
Mortier ne peut rien faire pour empêcher le déploiement de l’ennemi dans la plaine de Saint-Denis, mais les Prussiens ne perdent pas de temps. L’avant-garde de Kleist, composée de 3 000 hommes et de 2 000 cavaliers, s’empare de la ferme de Rouvray que la brigade Secrétant a tout juste le temps d’évacuer, prise en flanc. Dans la foulée, les Prussiens franchissent le pont du canal de l'Ourcq et débouchent sur les Maisonnettes. La garde prussienne, toujours réfugiée dans Pantin, en profite pour se porter en avant, mais la batterie française des Maisonnettes, qui tire à mitraille, les fait renoncer et retourner se mettre à l’abri dans Pantin. Kleist fait replier ses troupes derrière la butte de Rouvray, à l’abri des canons français.
À midi, les deux corps de Kleist et de Yorck sont arrivés à hauteur de Pantin, au nord du canal de L’Ourcq. La division du prince Guillaume et la cavalerie du corps de Yorck restent en position sur la butte Rouvray. Horn et les divisions de Kleist se dirigent sur Aubervilliers où ils doivent franchir le canal de Saint-Denis puis redescendre sur La Chapelle. Langeron est envoyé sur Saint-Denis : il doit bloquer la garnison qui s’y trouve (que les coalisés croient forte de 4 000 hommes alors qu’il n’y en a que 500) puis franchir le canal pour gagner Saint-Ouen. Il devra ensuite attaquer Montmartre par le côté de Clichy. Langeron forme son corps en deux colonnes : Rudzewicz à droite, Kapczewicz à gauche. Vers 12 heures 45, Kleist fait avancer une batterie sur la butte de Rouvroy pour canonner celle des Maisonnettes.

#### Après-midi
À 15 heures, toutes les troupes de Blücher entrent en contact avec le corps de Mortier sur la ligne La Villette - La Chapelle. Seul Langeron, qui aux alentours de Clichy, ne combat pas encore. Guillaume de Prusse et Vorontsov marchent par les deux rives du canal Saint-Denis (à sec en raison de travaux) sur La Villette, défendue par Curial. Après un lourd combat, le prince prussien parvient à forcer le passage du pont du canal, opérant sa jonction avec les troupes de Vorontsov. Curial doit abandonner la partie supérieure du village avec toute son artillerie. Les Prussiens en profitent pour s'emparer du pont qui franchit le canal de l'Ourcq. La jonction entre le centre et la droite coalisée est désormais établie. Pendant ce temps la division Horn et le corps de Kleist sont devant La Chapelle défendue par la division Charpentier.
À 15 heures 30, Mortier lance la division Christiani à l'assaut de La Villette ; il doit reprendre ce village pour couper le centre et la droite ennemies. Les grenadiers français, appuyés par la brigade Gros, chargent à la baïonnette, traversent le village, culbutent les Russes qui débouchaient du pont et franchissent le pont au pas de charge. La charge des grenadiers a été si violente et si rapide que la brigade Gros n'a pas pu suivre, occupée à rassembler les prisonniers et à s'étendre sur la rive gauche du canal. Les grenadiers se trouvent encerclés sur l'autre rive du canal, coupés du pont. Sommés de se rendre, les 500 grenadiers répondent par une charge à la baïonnette et franchissent de nouveau le pont. La brigade Gros parvient, elle aussi à la baïonnette, à forcer les Russes à se replier, abandonnant quatre pièces de canons. À 16 heures, le prince Guillaume, qui a rallié ses troupes et a reçu le renfort des gardes russes et prussiennes, décide de contourner La Villette en débouchant par les Maisonnettes (qui a été évacuée par la brigade Sécrétant) sur les arrières de La Villette. Menacé d'encerclement, Mortier donne l'ordre de repli général, de La Villette d'abord, puis de la Chapelle. Les Français se replient en bon ordre, en échiquier, jusqu'aux portes de la capitale.
À 17 heures, le Général Langeron arrive à Saint-Ouen ; il détache le général Emmanuel, une division d'infanterie et l'artillerie à cheval, vers le bois de Boulogne pendant qu'avec le gros de ses troupes il marche sur Montmartre, seulement contrarié par la faible cavalerie d'Ornano et de Roussel. À 17 heures 30, il reçoit l'avis de cessez-le-feu, mais n'en tient pas compte. Emmanuel, arrivé à la porte Maillot défendue par la garde nationale et la cavalerie d'Orano, déborde la position en marchant sur la barrière de l'Étoile. Les légions de gardes qui se trouvaient sur la butte Montmartre descendent dans la plaine pour dégager les barrières menacées. Le maréchal Moncey, commandant en second de la garde nationale de Paris, chevauchant de barrière en barrière, harangue les légions et leur somme de tenir.
Vers 18 heures, les généraux russes de Rudzewicz et Kapczewicz marchent sur Montmartre défendu uniquement par 200 sapeurs pompiers, 100 vétérans et 9 pièces d'artillerie (7 au moulin de la Lancette et 2 au moulin Neuf),. Chargés à la baïonnette par plus de 10 000 Russes, les Français abandonnent la position et l'artillerie. Un peu plus tard, les Russes tentent de forcer la barrière de Clichy pour entrer dans la capitale. Moncey à la tête de 300 ou 400 gardes nationaux, appuyé par des civils sans armes, repousse l'assaut et fait dresser à la hâte des palissades en bois. À 18 heures 30, Langeron reçoit un nouvel ordre formel de cesser les combats immédiatement, que cette fois il applique.

### Troisième secteur

#### Matin
Un peu après 10 heures et demie, le corps de Wurtemberg fait son apparition à Nogent-sur-Marne. En peu de temps il fait replier sans effort les quelques postes français qui se retirent en partie sur Vincennes, en partie sur Saint-Maur. À 11 heures, Wurtemberg a rassemblé son IVe corps et la réserve de Hesse-Hombourg à Nogent. Il est chargé d’une double mission : chasser les Français de la rive droite de la Marne et attaquer Marmont par le côté de Vincennes. La brigade Stockmayer et les grenadiers Weissenwolf doivent marcher à travers le bois de Vincennes pour arriver à Saint-Mandé ; la seconde colonne, composée des trois divisions du général Franquemont doivent longer la Marne en direction de Saint-Maur, puis Charenton et enfin prendre Bercy. Pour couvrir ce mouvement de flanc de l’armée austro-bavaroise, Barclay, qui commande le centre coalisé à hauteur de Romainville, envoie la cavalerie de Pahlen se déployer dans la plaine de Vincennes.
Voyant ces trois mille cavaliers menacer les portes de Paris défendues par les seules gardes nationales, le major Evain, qui commande la réserve d’artillerie de la barrière du Trône, décide de son propre chef de faire canonner cette cavalerie. Avec ses 14 pièces d’artillerie encore attelées, il se porte jusque vers Charonne. Trois pièces sont à peine mises en place qu'Evain fait déjà ouvrir le feu. Pahlen, surpris, fait avancer sa propre batterie à cheval et riposte. Mais Pahlen s’aperçoit bien vite que la batterie française n’est couverte par aucune troupe d’infanterie. Il fait charger sa cavalerie.

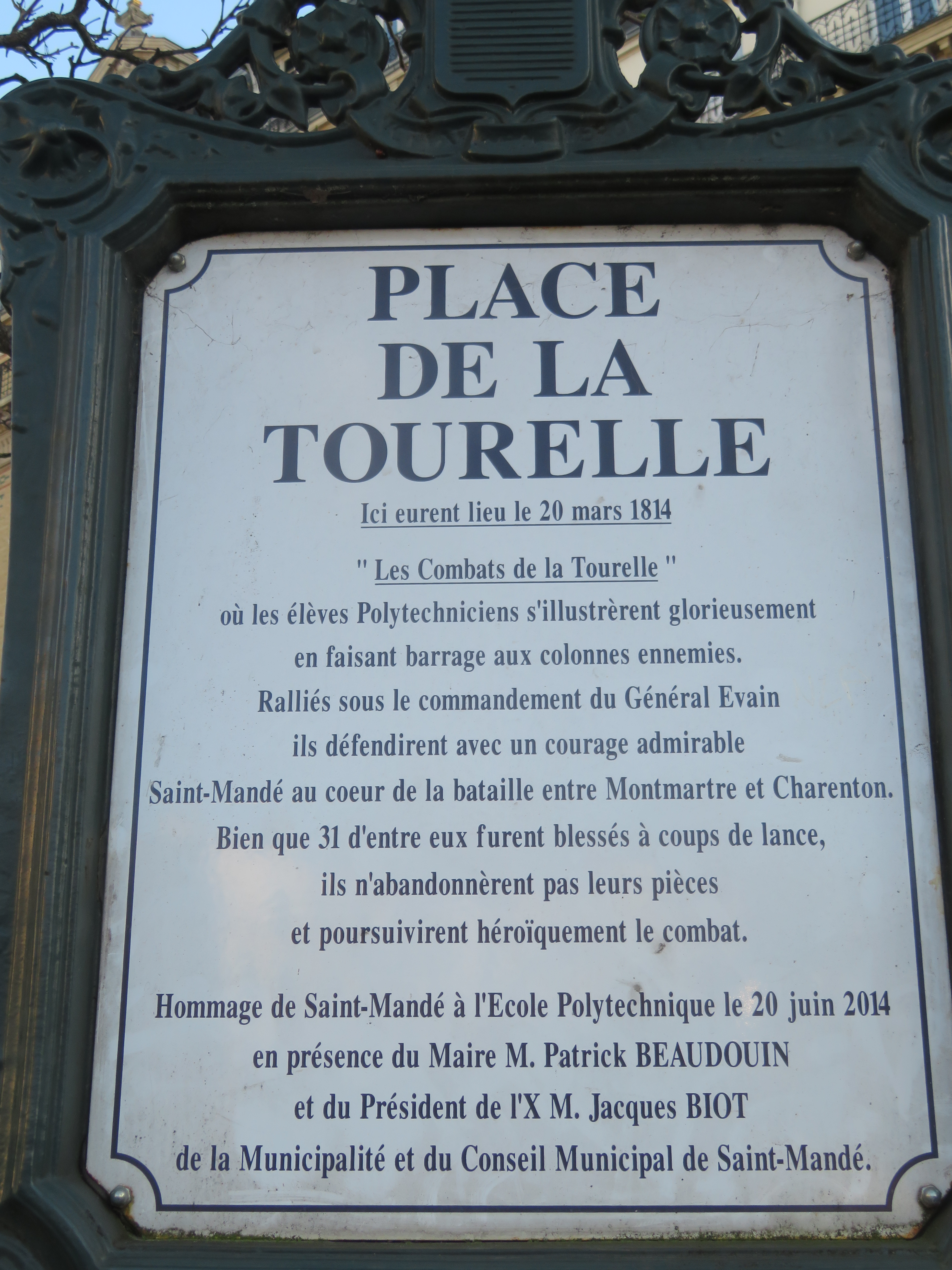
Panneau commémoratif à Saint-Mandé.

Evain, voyant le danger, fait rembarquer tous ses attelages et tente de fuir, mais les cosaques sont déjà là. Les canonniers, dont une majeure partie est issue de l’École polytechnique, s’enfuient, mise à part une poignée qui se fait massacrer sur place. Les Russes s’emparent des canons qu’ils rapportent comme des trophées. Soudain, ils sont à leur tour chargés par deux régiments de cavaliers français (les lanciers polonais de la division Chastel et le 30e régiment de dragons de Bordesoulle). Au même moment, la 8e légion de la garde nationale (200 hommes qui étaient à la barrière du Trône) arrive en renfort. Les cavaliers russes se replient, emportant avec eux quelques pièces. Les canonniers reviennent récupérer la petite dizaine de pièces que les Russes n’ont pas enclouées.
Toutes les troupes coalisées entrent petit à petit en ligne sur l’ensemble du front, creusant sans cesse l’écart numérique. De son côté Franquemont arrive devant Saint-Maur. Cette place est occupée par trois cents gardes nationaux et huit canons, et également protégée par un tambour. Mais les troupes françaises s’attendent à être attaquées par la rive gauche de la Marne ; la veille, plusieurs détachements de cosaques s’étaient montrés par ce côté, et personne ne les a prévenus que l’armée coalisée débouchait par la rive droite. Les gardes nationaux ne se démontent pas pour autant : comme à l’entraînement, les canons sont retournés en vitesse, on se barricade comme on peut derrière le tambour qui se trouve donc à l’envers sur la rive gauche, on se retranche dans les quelques maisons. Face à 10 000 hommes, la résistance est toutefois de courte durée. La garnison se replie sur la rive gauche, abandonnant une centaine d'hommes tombés et 6 pièces. Wurtemberg ne fait pas poursuivre les survivants et préfère continuer sa route au plus vite sur Charenton.

#### Après-midi
À 14 heures, Wurtemberg arrive devant Charenton avec les divisions de Franquemont. La première colonne (Stockmayer et Weissenwolf) qui est passée au travers du bois de Vincennes arrive au même moment, n’ayant rencontré pour seul obstacle que le mur d’enceinte du bois de Vincennes qui, à lui seul, aura réussi à ralentir les coalisés de près d’une demi-heure. Stockmayer, qui a laissé un bataillon bloquer le château de Vincennes (tenu par le général Daumesnil), prend position à mi-chemin entre Charenton et Saint-Mandé. Wurtemberg veut faire attaquer Charenton où se trouvent 450 Français, dont un bataillon d'élèves de l'école d'Alfort. Il fait longer la Marne par un bataillon de la division Döring, le restant de cette division attaquant de front. Trois bataillons de la division Koch doivent se porter sur leur droite, à hauteur de la route qui relie Saint-Mandé et Charenton ; là, ils seront rejoint par quatre bataillons des grenadiers autrichiens de Weissenwolf, pour se porter ensuite contre Charenton. Les forces autrichiennes rassemblent 10 000 hommes. Là encore, du côté français, le tambour et l’artillerie étant placés pour prévenir une attaque depuis la rive gauche, on retourne l’artillerie et on tente de la porter en avant du village, mais l’ennemi est déjà là. Un premier assaut est repoussé. Les Autrichiens font à leur tour avancer leur artillerie ; une batterie de 24 pièces réduit les quelques maisons fortifiées en ruines. Les Français évacuent et se retranchent derrière le tambour, à la tête du pont sur la rive gauche. Les cavaliers autrichiens chargent et, au moment où le pont doit sauter, rien ne se passe ; la mèche s’est probablement éteinte. Les cavaliers autrichiens déboulent au galop et forcent le tambour ; les Français, réduits à 300 hommes, sont dispersés.
À 15 heures, les deux colonnes de Wurtemberg ont fait leur liaison. La cavalerie forme une ligne ininterrompue de Saint-Mandé à Bercy ; l’infanterie est en seconde ligne. La division Trautenberg est au blocus de Vincennes ; la moitié de la division Doring est restée en arrière pour occuper Charenton, Saint-Maur et Nogent-Sur-Marne. Le corps de Giulay arrive à Nogent ; il est dirigé sur Fontenay-sous-Bois où il doit assurer la liaison avec Barclay. Ainsi, 10 000 hommes, 3 000 cavaliers, appuyés par une réserve de 14 000 hommes et 2 000 cavaliers sont aux portes de Paris. Face à eux, seules la 8e et la 9e légion de la garde nationale, soit 350 hommes, sont déployés en avant des barrières, principalement dans les faubourgs de Bercy. Les barrières même (celles du Trône et de Charenton) ne sont défendues que par 500 gardes nationaux et 8 pièces d’artillerie. Wurtemberg fait charger sa cavalerie pour chasser les 8e et 9e légions de Bercy ; en quelques minutes les deux légions se replient derrière les remparts. Wurtemberg donne l’ordre de ne pas attaquer les barrières. À 15 heures 30, ses troupes cessent le combat. Seuls les canons de la garnison de Vincennes se font désormais entendre sur cette partie du front.

## Bilan de la bataille
L’armée française perd, dans la bataille de Paris, 6 000 hommes (3 500 tués, 2 500 blessés et prisonniers). Les coalisés perdirent 18 000 hommes (8 000 morts et 10 000 blessés). L’armée française assure la garde intérieure des barrières, les alliés la garde extérieure. Le corps du maréchal Mortier se retira par le pont d’Austerlitz et la barrière de Fontainebleau jusqu’à Villejuif. Le corps du maréchal Marmont (auquel fut réuni celui du général Compans) resta toute la nuit sur les Champs-Élysées avant de se mettre en marche à 4 heures du matin.
Les troupes d'Eugène de Wurtemberg campent devant le bois de Vincennes, celles du centre coalisé entre Belleville et Mont-Louis, celles de Blücher à La Vilette, La Chapelle et Montmartre, enfin les gardes et les réserves à Pantin et à Romainville. Le tsar Alexandre donne l’ordre de doubler tous les feux de campement afin d’impressionner les Parisiens. Le général Barclay de Tolly est fait Generalfeldmarschall sur le champ de bataille par le tsar en personne.
La défaite française entraîne la capitulation de Paris puis l’entrée des armées alliées dans la capitale.

### Capitulation de Paris

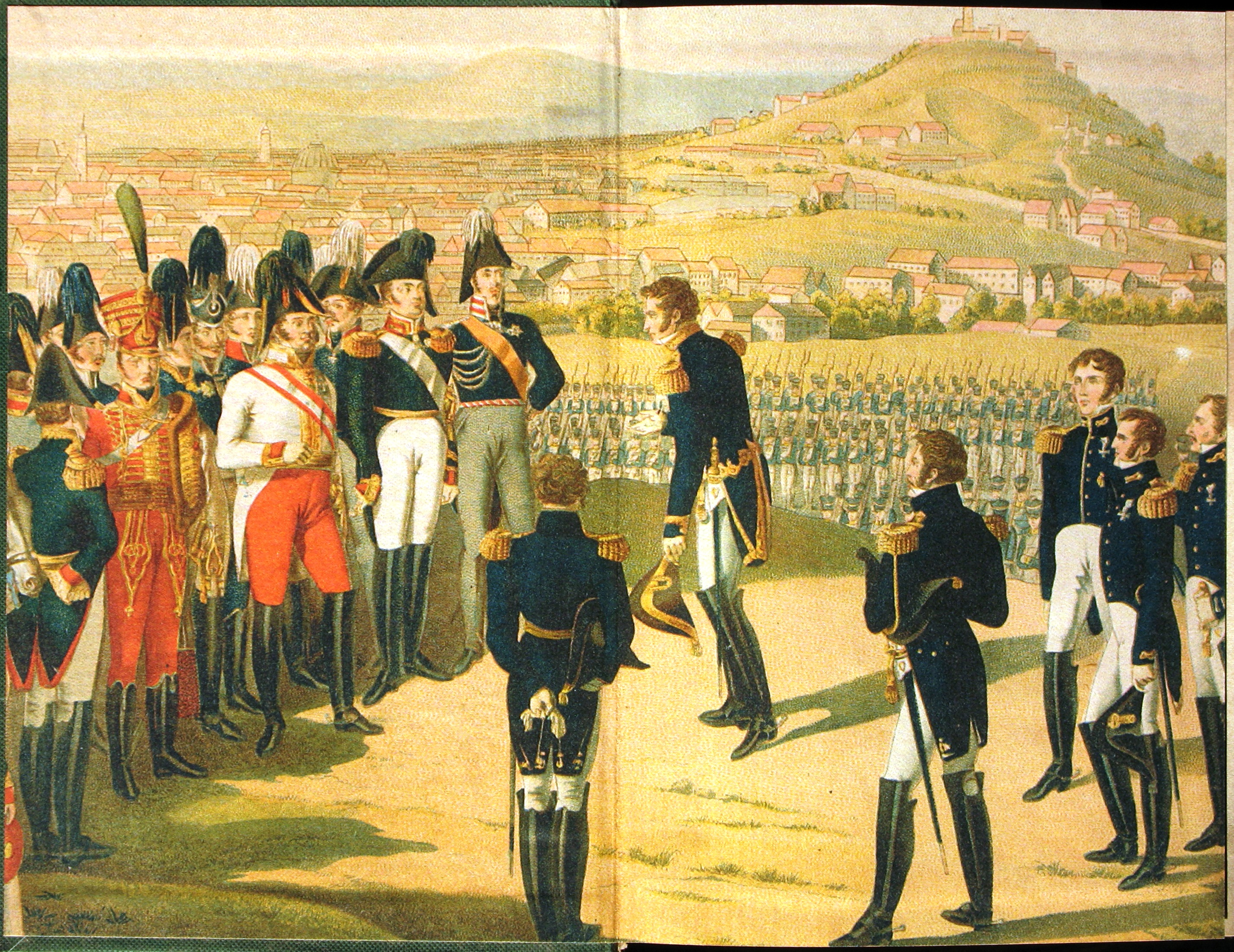
Le maréchal Marmont remet les clés de Paris au tsar Alexandre 1er de Russie.

La veille de la bataille, au matin du 29 mars 1814, deux émissaires coalisés (un aide de camp du maréchal Blücher et un officier d'état major du tsar de Russie) se présentent aux avant-postes du général Vincent (de la division Compans) dans les environs de Villeparisis. Ils se disent chargés par le Tsar et le Roi de Prusse de porter des propositions de paix au gouvernement à Paris. Ils ont également plusieurs courriers privés d'officiers émigrés français servant dans l'armée russe à destination de leurs familles. Soupçonnant ces émissaires de préparer un complot royaliste, le général Vincent, sur ordre du général Compans, fait renvoyer les émissaires et saisir les dépêches.
En fin d'après-midi, apprenant la venue des émissaires aux avant-postes, Joseph Bonaparte décide, après en avoir référé au conseil de Régence et au conseil de la Défense de Paris, d'envoyer le capitaine-ingénieur Peyre comme émissaire auprès des coalisés afin d'écouter leurs propositions. Arrivé à Pantin, Peyre est arrêté comme espion par les cosaques car il n'a ni trompette, ni ordre écrit prouvant son statut de parlementaire. Il passe la nuit en détention et ce n'est qu'au petit matin du 30 mars qu'il est conduit directement auprès du tsar Alexandre. Ce dernier charge Peyre de réclamer aux autorités françaises la capitulation de la ville de Paris : « N'oubliez pas de dire, puisque [Paris] veut se défendre, que je serais toujours disposé à traiter lors même que l'on se battrait dans les faubourgs mais que si l'enceinte de la ville était forcée l'épée à la main, nous ne serions plus maîtres d'arrêter nos troupes et de préserver Paris du pillage ».
Peyre, accompagné cette fois de deux trompettes russes, passe à travers les lignes coalisées puis françaises dans les environs de 9 heures, alors que la bataille fait déjà rage. Il se rend directement à Montmartre pour y faire son rapport à Joseph. Celui-ci, qui ne croyait pas avoir devant lui toute l'armée coalisée et le tsar en personne, est effrayé par la perspective du pillage de Paris. À 10 heures, après consultation du conseil de la Défense, il décide de rédiger une autorisation pour les maréchaux Mortier et Marmont d'entrer en pourparlers avec l'ennemi. Cette autorisation sera envoyée aux alentours de midi ; si Marmont en prend connaissance mais ne l'applique pas de suite, Mortier dit ne jamais l'avoir reçue. Vers 11 heures, Joseph et le conseil de la Défense décident d'évacuer la capitale.
Vers 15 heures, un nouvel émissaire envoyé cette fois par le prince Schwarzenberg se présente aux avant-postes du général Drouot qui refuse de laisser passer l'émissaire (de peur que celui-ci ne s'aperçoive de la faiblesse de l'armée française) mais donne l'assurance à l'Autrichien de transmettre son offre de paix.
C'est vers 17 heures que Marmont et Mortier se résignent à faire usage de l'autorisation de Joseph pour entrer en négociation avec l'ennemi. C'est à une table du Cabaret Le Petit Jardinet à La Villette qu'est conclu un armistice d'une durée de 4 heures pour l'évacuation de la capitale par les troupes de l'armée active française, c'est-à-dire les corps de Marmont, Mortier et Compans. Les maréchaux, en tant que militaires, n'ont pas la compétence et la légitimité de traiter du sort de la garde nationale parisienne, ni de celui de la ville (occupation militaire, réquisitions, logement des troupes…) et encore moins de celui de la France.
Une délégation de huit membres du Conseil de Paris (maires, conseillers municipaux, le préfet de la Seine Gaspard de Chabrol, le préfet de police de Paris Étienne-Denis Pasquier, les généraux de la garde nationale Laborde et Tourton) est envoyée au château de Bondy, où le tsar de Russie et le roi de Prusse ont pris leurs quartiers. Ils n'y arrivent qu'à quatre heures du matin en raison des difficultés pour traverser les lignes françaises puis coalisées.
Pendant ce temps, une autre délégation est envoyée à l'hôtel particulier du maréchal Marmont, rue de Paradis-Poissonière, où le maréchal s'est retiré après la signature de l'armistice pour y passer la nuit. Arguant l'absence d'autorité civile ou militaire pour négocier une capitulation, la délégation parvient à convaincre le maréchal de prendre la responsabilité de signer une capitulation générale pour Paris. Marmont charge son chef d'état-major, le colonel Baron Fabvier, ainsi que son premier aide de camp, le colonel Denys, de négocier la capitulation qu'ils signent à deux heures du matin avec le représentant du tsar, le comte Orlov et celui du prince-maréchal Schwarzenberg, le comte Paar.
| Traité de capitulation de Paris Préambule L'armistice de quatre heures dont on est convenu pour traiter des conditions d'occupation de la ville de Paris et de la retraite des corps qui s'y trouvent ayant conduit un arrangement à cet égard, les soussignés, dument autorisés par les commandants respectifs des forces opposées, ont arrêté et signé les articles suivants : |

| Article 1 : Les corps des maréchaux ducs de Trévise et de Raguse, évacueront la ville de Paris le 31 mars, à sept heures du matin Article 2 : Ils emmèneront avec eux le matériel de leur armée Article 3 : Les hostilités ne pourront recommencer que deux heures après l'évacuation de la ville, c'est-à-dire le 31 mars à neuf heures du matin Article 4 : Tous les arsenaux, ateliers, édifices et magasins militaires, resteront dans l'état où ils se trouvaient avant qu'il fut question de la présente capitulation | Article 5 : La garde nationale ou garde urbaine est entièrement séparée des troupes de ligne. Elle sera conservée, désarmée ou licenciée selon que les souverains alliés le jugeront nécessaire. Article 6 : Le corps de la gendarmerie municipale partagera entièrement le sort de la garde nationale Article 7 : Les blessés et maraudeurs qui, après sept heures, seront encore à Paris, seront prisonniers de guerre Article 8 : La ville de Paris est recommandée à la générosité des hautes puissances alliées. |

Les articles un à trois reprennent les dispositions concernant l'armée prévues dans l'armistice, les autres concernent la capitulation de la ville. Ce traité est plutôt favorable aux armées françaises compte tenu de la situation militaire, car l'armée française est laissée libre de choisir sa ligne de retraite (sur Fontainebleau, vers Napoléon alors que les coalisés auraient pu exiger qu'elle se retirât sur Versailles). L'armée peut emmener toute son artillerie alors que l'usage veut que le vainqueur garde quelques pièces en trophée, la garde nationale n'est pas faite prisonnière, et aucune réquisition ou pénalité financière ne pèse sur la capitale (même si rien n'empêche les coalisés d'en lever plus tard).
Toutefois il faut noter que le maréchal Marmont a outrepassé ses pouvoirs en signant seul cette capitulation, car ni les maréchaux Mortier et Moncey, ni aucun représentant du conseil de Paris ou du gouvernement ne sont représentés. Pour certains détracteurs de Marmont, ce serait la preuve qu'il aurait commencé à trahir l'Empereur dès le 31 mars, 6 jours avant la défection de son corps sur l'Essonne.

### Occupation de Paris
Le 31 mars, à 7 h, les armées alliées prennent le contrôle des barrières de Paris, qu'ils assurent conjointement avec la Garde nationale.
En même temps, de petits groupes de royalistes français sillonnent les rues désertes de Paris en criant Vive le Roi. Ils ne sont quelques dizaines, mais leur audace et l'absence de réaction de la police font forte impression sur la population. Sur la place de la Concorde, ils font même lire la proclamation de Schwarzenberg aux habitants, datée de Bondy le 29 mars.  Le commandant en chef des forces alliées y appelle le peuple de Paris à se soulever contre Napoléon et, implicitement, à rallier les Bourbons.
Vers 8 heures, le tsar reçoit, aux environs de Pantin, l'ensemble des maires d'arrondissement de Paris qui lui remettent les clefs de la ville.
Ce n'est que vers 10 heures que, depuis la porte Saint-Martin, l'armée alliée fait son entrée dans Paris, en grande tenue. Les cosaques de la garde impériale russe en tête, suivis des hussards et des cuirassiers prussiens, ouvrent la marche. Derrière, le tsar, avec à sa droite le général Schwarzenberg (en tant que représentant de l'empereur d'Autriche) et à sa gauche le roi de Prusse. Viennent ensuite une cohorte de généraux des états-majors du tsar et du roi de Prusse, puis l'infanterie des gardes russe et prussienne et enfin les réserves. Longeant les boulevards, le cortège est séparé de la cohue parisienne par des rangées de gardes nationaux, l'armée régulière ayant quitté la ville pendant la nuit. Bien que l’accueil réservé aux troupes alliées soit prudent dans les faubourgs, il en va autrement à partir de la porte Saint-Denis. En effet, les Parisiens, dont certains essayent de voir la scène du haut des arbres ou des toits, applaudissent et souhaitent la bienvenue aux Alliés. Le cortège étant précédé par des royalistes à cheval et les troupes alliées, arborant un brassard blanc, non pas en signe de considération envers les Bourbons, mais simplement pour se reconnaître, en vue de la multitude de nationalités, les légitimistes croient en un retour rapide et certain de la monarchie, si bien qu'aux fenêtres, quelques cocardes blanches sont accrochées. Les royalistes, en passant devant la place Vendôme, tentent même de mettre à bas la statue de Napoléon, sans y parvenir.

### Bivouac des 20000 Cosaques aux Champs-Élysées
La tête du cortège arrive aux Champs-Élysées vers 15 heures, où les souverains mettent pied à terre et s'installent pour voir défiler leur troupes et les passer en revue, jusque vers 17 heures, avant qu'elles ne ressortent de Paris par la porte de Neuilly. Certains régiments restent camper sur les Champs-Élysées qui, à l'époque, ne forment qu'une prairie déserte traversée par l'avenue, tels que les 20 000 cosaques et kalmouks, éveillant ainsi la curiosité des Parisiens et restant dans la mémoire collective comme un symbole de "l'effondrement de Napoléon en 1814".
Puis le roi de Prusse prend ses quartiers dans l'hôtel particulier du prince Eugène de Beauharnais, au 82, rue de Lille, tandis que le tsar Alexandre se rend chez Talleyrand au no 2 de la rue Saint-Florentin (aujourd'hui l’Hôtel Salomon de Rothschild)

### Abdication de Napoléon et retour de Louis XVIII
Vers 19 h, une réunion regroupant le tsar, le roi de Prusse, le prince Schwarzenberg, le prince de Liechtenstein (fils de l'empereur d'Autriche), le comte de Nesselrode (ministre des affaires étrangères russe), Charles André Pozzo di Borgo (ambassadeur de Russie à Paris), ainsi que le prince Talleyrand, le baron Louis, le général Dessolle et l'abbé de Pradt, se tient dans le salon principal de l'Hôtel Talleyrand, afin de discuter de l'avenir de la France. Le tsar, libéral, est d'avis d'examiner toutes les possibilités : république, régence de Marie-Louise ou encore retour à la monarchie. C'est donc à la suite de cette entrevue qu'est affichée dans Paris la déclaration du tsar Alexandre dans laquelle « les souverains proclament qu'ils ne traiteront plus avec Napoléon Bonaparte ni aucun membre de sa famille », et que, selon le souhait émis par Talleyrand, et partagé par les autres plénipotentiaires, la monarchie serait rétablie en France. Le lendemain, le 1er avril 1814, Talleyrand demande donc au Sénat de mettre en place un gouvernement provisoire, dont il assumera lui-même la présidence en attendant le retour de Louis XVIII, alors en Angleterre, et de faire ratifier ce gouvernement par le conseil général et le conseil municipal de Paris, afin de montrer l'approbation du peuple français.
Napoléon quant à lui, toujours installé à Fontainebleau avec 60 000 hommes, tente, par l'intermédiaire de Caulaincourt, de négocier avec le tsar. Mais ce dernier refuse catégoriquement, respectant l'accord passé avec ses Alliés, bien qu'il ne dise éprouver aucune animosité à l'égard de l'empereur déchu. Napoléon cherche alors à abdiquer le 4 avril, en faveur de son fils Napoléon II et de Marie-Louise ; là encore, il se heurte au veto du tsar. Napoléon est alors obligé de renoncer simplement au trône, lui ainsi que ses enfants, et contraint à l’exil sur l'île d'Elbe, au large de la Toscane. Il fait donc ses adieux à ses soldats le 20 avril, dans la cour du château de Fontainebleau.
De son côté, Louis XVIII débarque à Calais le 24 avril et arrive à Paris le 3 mai. Pourtant il est loin de susciter autant de respect et d'admiration auprès des Parisiens qu'Alexandre, qui d'ailleurs préfère la France libérale de Napoléon à la France monarchique des Bourbons. De plus, Louis XVIII considérant son retour au pouvoir comme chose due, il consent péniblement à garder le drapeau tricolore et la Constitution (remplacée dès le mois suivant par une charte constitutionnelle).
Une fois assurés du maintien de Louis XVIII sur le trône, bien que celui-ci commence à se discréditer aux yeux de l'opinion publique, les Alliés quittent Paris dès le 3 juin, date du départ du tsar. Les troupes regagnent d'autres bases en France ou rentrent au pays, comme les diplomates et les dirigeants. Ces derniers repartent plus tard pour Vienne, où le congrès sur l'avenir de l'Europe se tient, à partir du 1er novembre.

## Hommages

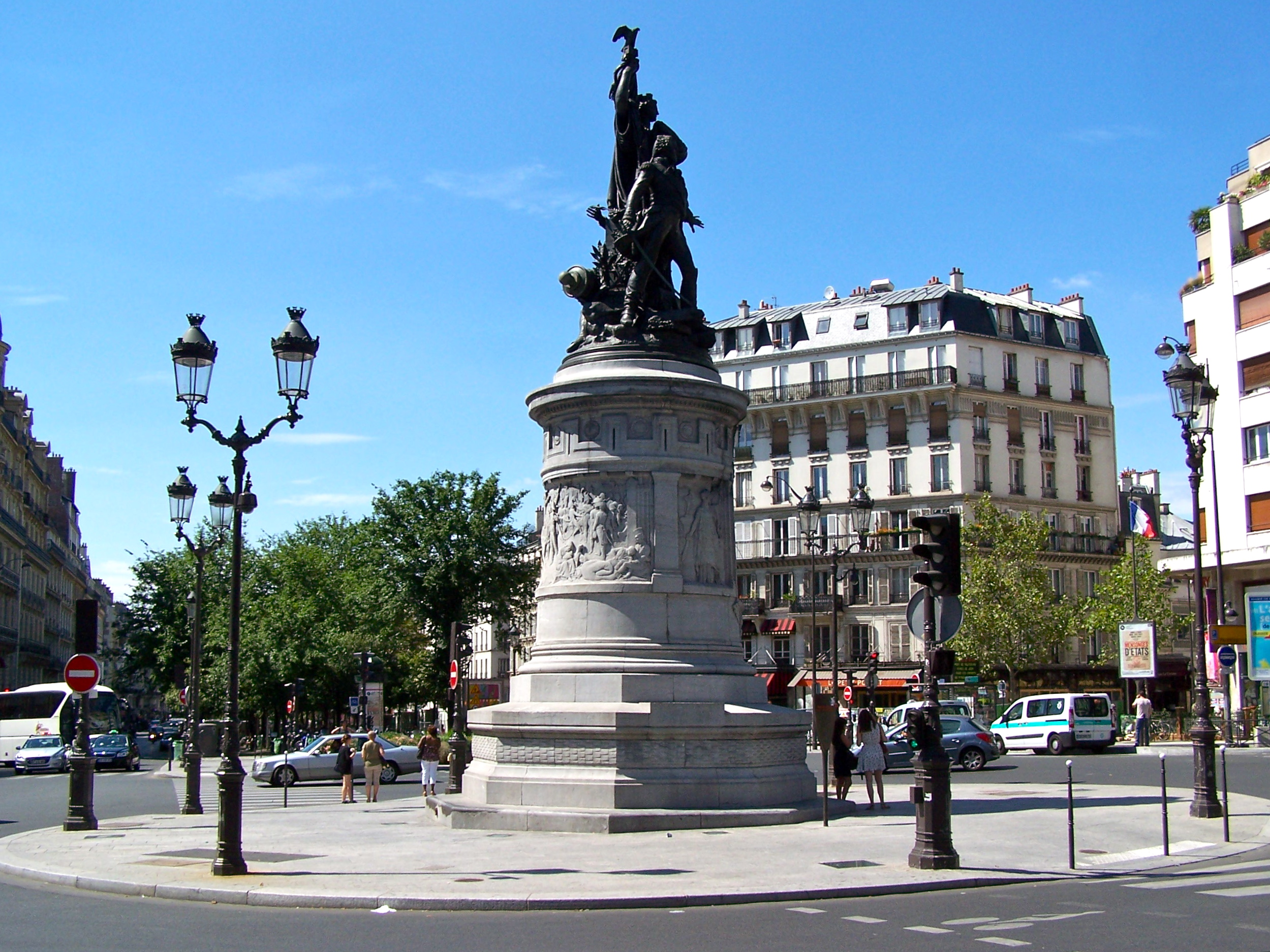
Amédée Doublemard, Monument au maréchal Moncey (1870), Paris, place de Clichy.

Les défenseurs de Paris ont donné leurs noms à plusieurs rues des villages de Belleville, Ménilmontant, Montmartre, La Villette. Ces communes sont annexées par Paris en 1860.
- 17e arrondissement :
  - Rue Dautancourt.

- 18e arrondissement :
  - Rue Belliard ;
  - Rue Caulaincourt ;
  - Rue Christiani ;
  - Monument au maréchal Moncey, place de Clichy.

- 19e arrondissement :
  - Rue Clavel ;
  - Rue Compans ;
  - Rue Curial ;
  - Rue Meynadier ;
  - Rue Rébeval ;
  - Avenue Secrétan, marché Secrétan.

- 20e arrondissement :
  - Rue Pelleport ;
  - Rue Sorbier.